# Sieć Badawcza Łukasiewicz – Instytut Ciężkiej Syntezy Organicznej „Blachownia”
Sieć Badawcza Łukasiewicz – Instytut Ciężkiej Syntezy Organicznej „Blachownia”, Łukasiewicz – ICSO „Blachownia” – instytut badawczy działający w sektorze chemii organicznej, zlokalizowany w Blachowni, dzielnicy Kędzierzyna-Koźla.
Do końca 2022 roku wdrożono tu do przemysłu 895 technologii, uzyskano 1730 patentów, w tym 59 za granicą, opublikowano w kraju i za granicą 2158 prac, zaprezentowano 1945 referatów, komunikatów i posterów, zawarto 14 kontraktów na sprzedaż technologii za granicę.

## Historia
Pod koniec lat 30. XX w., korzystając z bliskości górnośląskiego zagłębia węglowego dostarczającego surowce, a także infrastruktury terenu (linie kolejowe, drogi i kanał wodny do rzeki Odry) zlokalizowano w pobliżu Kędzierzyna dwa chemiczne zakłady przemysłowe. Produkcję amoniaku, chloru, gliceryny, izobutanolu i kwasów tłuszczowych rozpoczęto w Zakładach Przemysłu Azotowego w Kędzierzynie, a w Blachowni Śląskiej – budowę zakładu pod nazwą Oberschlesische Hydrierwerke A.G., który miał produkować głównie benzynę syntetyczną, oleje i smary, potrzebne do celów wojennych.
W czasie II wojny światowej, w 1944 roku, obydwa zakłady zostały zbombardowane i w wyniku tego praktycznie unieruchomione. W styczniu 1945 roku na teren Kędzierzyna wkroczyła Armia Czerwona i rozpoczęła demontaż ocalałych urządzeń przemysłowych oraz ich wywóz do ZSRR w ramach reparacji wojennych. Zniszczone zakłady w okolicy Kędzierzyna przeznaczono początkowo do całkowitej rozbiórki, a dopiero po przeprowadzonej inwentaryzacji pozostałych urządzeń, naziemnych i podziemnych, podjęto ostateczną decyzję o odbudowie Zakładów Azotowych Kędzierzyn oraz Zakładów Chemicznych Blachownia. W lutym 1948 r. Zjednoczenie Przemysłu Nawozów Sztucznych podjęło decyzję o wybudowaniu w Kędzierzynie fabryki nawozów azotowych, co znacznie przyspieszyło odbudowę.
1 stycznia 1952 roku utworzony został Instytut Syntezy Chemicznej (ISCh) w Dworach koło Oświęcimia, powstały na bazie dużych zakładowych laboratoriów badawczych, istniejących w Chorzowie, Tarnowie, Oświęcimiu i Kędzierzynie. Kędzierzyński oddział ISCh liczył czterdzieści dziewięć osób załogi, a kierowany był przez mgr inż. Józefa Obłoja. 1 stycznia 1959 r. przekształcono go w samodzielną placówkę, Instytut Ciężkiej Syntezy Organicznej (ICSO). 1 kwietnia 2019 r., ICSO „Blachownia” wszedł w skład Sieci Badawczej Łukasiewicz.

## Działalność
Tematyka badawcza Instytutu obejmuje prowadzenie badań naukowych i prac badawczo – rozwojowych dotyczących procesów chemicznych, w szczególności w zakresie:
- syntezy i technologii organicznej,
- żywic fenolowych, akrylowych, epoksydowych, poliwęglanów i innych oraz modyfikowaniu właściwości żywic,
- rozdziału gazów, procesów wodorowych i ciśnieniowych,
- technologii przetwarzania surowców odnawialnych,
- procesów petro- i karbochemicznych,
- katalizy homo- i heterogennej,
- chemii i technologii polimerów i tworzyw sztucznych oraz ich modyfikacji i przetwórstwa,
- środków powierzchniowo-czynnych i chemii gospodarczej,
- środków pomocniczych dla różnych gałęzi przemysłu,
- analizy chemicznej,
- fizykochemii,
- inżynierii chemicznej,
- ochrony środowiska i utylizacji odpadów.

### Dyrektorzy
- 1952–1959: prof. dr inż. Józef Obłój, kierownik
- 1959–1966: prof. dr inż. Józef Obłój, dyrektor
- 1966–1972: prof. dr inż. Edward Grzywa, dyrektor
- 1972–1976: doc. dr inż. Jerzy Antoni Wojciechowski, dyrektor
- 1976 (3 miesiące): doc. Zbigniew Gortel, p.o. dyrektora
- 1976 (3 miesiące): dr inż. Franciszek Górka, p.o. dyrektora
- 1976–1985: prof. dr hab. inż. Włodzimierz Kotowski, dyrektor
- 1985–1990: prof. dr hab. inż. Marian Taniewski, dyrektor
- 1990–1992: dr inż. Maciej Kiedik, dyrektor
- 1992–1993: prof. dr hab. inż. Jerzy Wasilewski, p.o. dyrektora
- 1993–1999: prof. dr hab. inż. Jerzy Wasilewski, dyrektor
- 1999–2003: prof. dr hab. inż. Andrzej Gawdzik, dyrektor
- 2003–2004: prof. dr hab. inż. Andrzej Gawdzik, kierownik
- 2004–2005: mgr Teresa Tarkowska, kierownik
- 2005–2010: doc. dr Marian Gryta, dyrektor
- 2010–2020: dr Andrzej Krueger, dyrektor
- 2020-2025: dr hab. Iwona Szwach, dyrektor
- Od 1 kwietnia 2025: dr inż. Daria Frączak[5], dyrektor